# أحمد بوبس
أحمد بشير بُوبِس (ولد 1946 م) شاعر سوري وباحث موسيقي ومؤرِّخ فني وإعلامي. حصل على شهادة الإجازة في الرياضيات من جامعتها. عمل مدرِّسًا للرياضيات في ثانويات دمشق ثم انتقل إلى الحقل الصحفي، فعمل محررًا في القسم الثقافي في جريدة الثورة السورية. له دواوينُ شعرية وعدةُ مؤلفات في الموسيقا وسير أعلام الثقافة والفن.

## سيرته
ولد أحمد بشير بوبس سنة 1946 في حي الميدان أحد أحياء دمشق. حصل على إجازة في الرياضيات من جامعة دمشق. عمل لفترة قصيرة مدرّسًا للرياضيات في ثانويات دمشق، وعمل صحفيًا في جريدة الثورة السورية (القسم الثقافي)، لكن أول قصيدة له نشرت في عام 1968 بمجلة «الطليعة»، وبعدها بسنوات نشرت له صحيفة «تشرين».
عمل في الإذاعة السورية على تقديم برنامج موسيقي «صناع النغم» والذي تحول بعد عشر سنوات إلى «حكاية أغنية»، إذ يعتبر أحمد بوبس من الباحثين الموسيقيين القلائل في سوريا. نشر شعره في عدد من الصحف والمجلات السوريّة والعربيّة منها الثورة والبعث وتشرين والثقافة السورية والفصول الأربعة الليبية وصوت الكويت والراية وإلى الأمام والكفاح العربي. شارك في العديد من المهرجانات الشعرية في كل من ليبيا وسوريا.
تناول بوبس في كتابه عن المغني السوري رفيق شكري، والصادر سنة 1993 عن دار علاء الدين للنشر والتوزيع والترجمة، جوانب مهمة من حياته، واحتوى الكتاب على عدد من الوثائق المتعلقة به وبحياته.
في كتابه «سلامة الأغواني: رائد المنولوج الناقد» الصادر في سنة 2005، تناول بوبس فيه شخصية المغني السوري «سلامة الأغواني» مبتكر «المونولوغ» الناقد، والذي استخدمه في انتقاد سياسة الاحتلال الفرنسي في سورية، والواقع الاجتماعي بعد الاستقلال.
يستهل بوبس كتابه «مبدعو الألحان السورية»، الصادر عن منشورات الهيئة العامة السورية للكتاب سنة 2012، باستعراض أهمية أحد رواد الغناء والمسرح العربيين أبو خليل القباني، الذي كان سباقا في تلحين الموشحات والأغنية الشعبية السورية. ثم ينتقل بوبس في الفصل الثاني من كتابه إلى الحديث عن عدة موسيقيين سوريين آخرين، والذين خاضوا مجال البحث العلمي الموسيقي، وكان التلحين الجانب الأقل أهمية في نشاطاتهم الموسيقية، ومع ذلك أنتجوا مجموعة من الألحان التي أغنت المكتبة الموسيقية العربية، ومن بينهم: علي الدرويش وأحمد الأوبري، ومجدي العقيلي ونوري إسكندر. ويخصص بوبس، الجزء الثالث والأخير، للحديث عن الموسيقيين الذين كان التلحين مجال اختصاصهم الرئيسي، ومنهم محمد عبد الكريم، عبد الفتاح سكر، وبكري الكردي.
وفي كتابه حكمت محسن رائد الدراما الإذاعية الصادر سنة 2018، سلط بوبس الضوء على حياة حكمت محسن، مستهلًا بتفاصيل ولادته وطفولته وما رافقها من فقر وعلاقته بأمه التي كان لها السبب الأكبر في التأثير عليه ثم بداية حياته المسرحية في سن الرابعة عشرة مع فرقة الأخوين سليم وأمين عطا الله المسحرة المصرية ثم مرافقته الفرقة إلى بيروت ومعاناته هناك وهو يطارد حلمه دون أن يصل إليه فعودته إلى دمشق وتميزه في مهنة التنجيد ومواصلته التعلم على الموسيقا والعزف وتأسيسه فرقة موسيقية وبدء تقديم العروض في البيوت الدمشقية الكبيرة. واعتبر اللحظة المفصلية في حياة محسن هي لقاؤه عام 1930 بالفنان وصفي المالح الذي فتح له باب الشهرة، ثم يتطرق بوبس إلى الانطلاقة الكبيرة في حياة محسن وهي انضمامه إلى الفرقة السورية للتمثيل والموسيقا التي جعلت منه معروفًا على الصعيد السوري والعربي، وذكر الثنائيات الناجحة التي شكلها محسن مع تيسير السعدي وانتقاله بعدها إلى مجال التلفزيون.

## آراؤه
في حوار له سنة 2011، انتقد أحمد بوبس فكرة غناء المغني بغير لهجة بلده، وقال: «أنا ضد أن يغني المطرب أياً كانت جنسيته لهجة غير لهجة بلده، فمهما كان بارعاً لن يكون متقناً للهجة كأهلها، فعندما أريد الاستماع إلى أغنية خليجية أذهب إلى «طلال مداح» أو «محمد عبده» ولا أبحث عن سوري يغني اللهجة الخليجية وقس على ذلك في مختلف اللهجات». كما انتقد بوبس آلة «الأورغن» الموسيقية واعتبرها «كارثة على الغناء العربي»، ويرى أنها «آلة تجارية صنّعت للملاهي والمرابع الليلية».

## مؤلفاته

#### من دواوينه الشعرية:
- كتابات في ضوء القمر، 1977
- لعينيك أنت، 1980[12]
- بيروت موسم النزيف، دار الجيل، دمشق، 1985[13]
- قصائد من حجارة

#### له في الدراسات:
- رفيق شكري: اللحن الأصيل، 1993[9]
- سلامة الأغواني: رائد المنولوج الناقد، منشورات أحمد بوبس، دمشق، 2005.[14]
- محمد محسن-- ملحن الكبار، الأمانة العامة لاحتفالية عاصمة الثقافة العربية، دمشق، 2008.[15]
- سيّد درويش وحياته ونغم، 2011[16]
- مبدعو الألحان السورية في القرن العشرين، منشورات الهيئة العامة السورية للكتاب، وزارة الثقافة، دمشق، 2011.[17]
- فلسطين في الأغنية العربية، وزارة الثقافة، دمشق، 2011.[18]
- دليل المطربين السوريين في إذاعة دمشق
- حي الميدان الدمشقي، تاريخه وتطوره، وزارة الثقافة، الهيئة العامة السورية للكتاب، دمشق، 2014[19]
- فريد الأطرش: عبقرية موسيقية خالدة، 2016[20]
- ديوان الموشحات السورية، وزارة الثقافة، الهيئة العامة السورية للكتاب، دمشق، 2016.[21]
- رضا سعيد، 2017[22]
- حكمت محسن رائد الدراما الإذاعية، وزارة الثقافة، الهيئة العامة السورية للكتاب، دمشق، 2018[23]
- عبد اللطيف فتحي رائد المسرح الشعبي، الهيئة العامة السورية للكتاب، 2019[24][25]

## وصلات خارجية
- في موقع أرشيف المجلات